# Der Mann ohne Schatten (Fernsehserie)
Der Mann ohne Schatten war eine kurzlebige Krimiserie, die Mitte der 1990er für den deutschen Privatfernsehsender RTL produziert wurde.

## Hintergrund
Krimiproduzent Helmut Ringelmann (Derrick, Siska, Der Alte, Der Kommissar) arbeitete bei Der Mann ohne Schatten erstmals mit einem Privatsender zusammen. Dazu gründete er eine neue Produktionsfirma mit dem Namen „R. Productions“. Unter dem Arbeitstitel „Der Samurai“ wurden zunächst acht 75-minütige Folgen dieser neuen Krimiserie gedreht, die sich von allen bisherigen abheben sollte. Die Hauptfiguren sind die Kuhlins: Igor und Irina sind verheiratet, Bruno ist Igors Bruder. Für ihren Auftraggeber Ikarus lösen sie undercover die schwierigsten Fälle.
Produzent Ringelmann engagierte hier sein Derrick- und Der-Alte-Team: als Autoren fungierten unter anderem Herbert Reinecker (Derrick, Der Kommissar), Paul Hengge (Autor einiger Edgar-Wallace-Filme), Volker Vogeler (Der Alte), auf dem Regiestuhl nahmen Franz Peter Wirth, Gero Erhardt, Dietrich Haugk, Jürgen Goslar, Zbyněk Brynych und Günter Gräwert Platz.
Die Folge „Idealisten“ (Nr. 11) war Zbyněk Brynychs letzte Regiearbeit, ehe er im Sommer 1995 starb.
Nach Ausstrahlung der ersten Staffel entschloss sich RTL die zweite, sechs Folgen umfassende Staffel, gleich im Anschluss zu senden.

## Episoden
- 1 Das Monster (4. März 1996)
- 2 Königsmord (11. März 1996)
- 3 Der Tod fährt 1. Klasse (18. März 1996)
- 4 Eine Bagatelle (25. März 1996)
- 5 Die Ratte und das Mädchen (1. April 1996)
- 6 Der Mörder (15. April 1996)
- 7 Der Auftrag (22. April 1996)
- 8 Die Entführung (29. April 1996)
- 9 Die Wahrheit wissen nur die Toten (6. Mai 1996)
- 10 Der Spion (13. Mai 1996)
- 11 Idealisten (20. Mai 1996)
- 12 Alte Gewohnheiten (10. Juni 1996)
- 13 Zwei Feinde (17. Juni 1996)
- 14 Der Mörder unseres Vaters (24. Juni 1996)